# 基辅斯凯 (巴什坦卡区)
47°20′22″N 32°37′11″E / 47.33944°N 32.61972°E
基辅斯凯（烏克蘭語：Київське），是烏克蘭的村落，位於該國南部尼古拉耶夫州，由巴什坦卡區巴什坦卡市镇負責管轄，面積1.14平方公里，海拔高度73米，2001年人口121，人口密度每平方公里106.1人。